# Longos
Longos, gr. Λόγγος (II wiek) – domniemane imię greckiego autora antycznego romansu pasterskiego Dafnis i Chloe.
Poza pochodzeniem łączonym z wyspą Lesbos brak o nim istotnych wiadomości. Z pewnością był znawcą literatury, być może uczonym gramatykiem. Imię jego (też niekiedy podawane w wątpliwość) pojawia się jedynie w kilku późnoantycznych manuskryptach z tekstem powieści (Codex Vaticanus, Codex Florentinus, Codex Olomucensis).